# Hyparrhenia
Hyparrhenia är ett släkte av gräs. Hyparrhenia ingår i familjen gräs.

## Bildgalleri

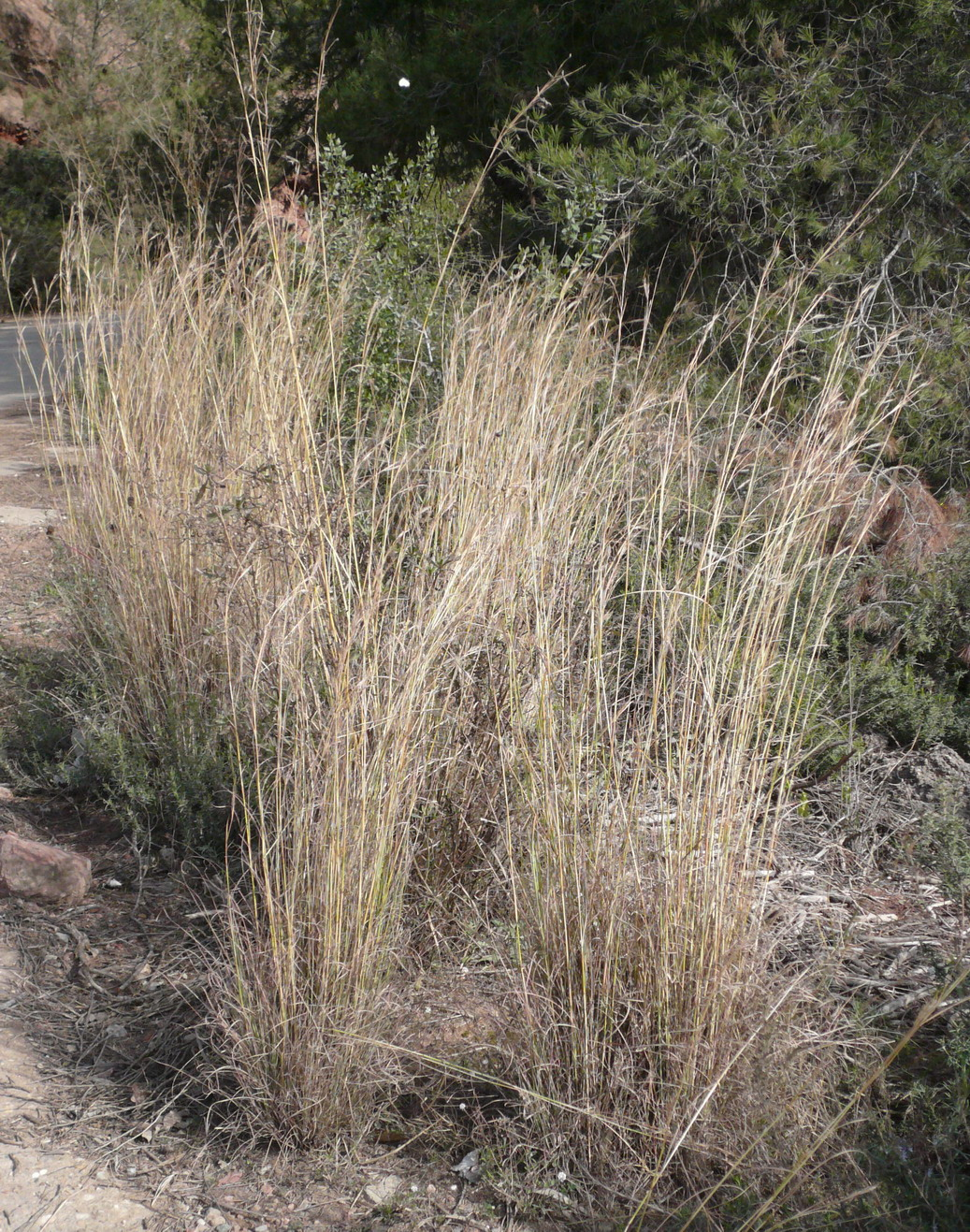
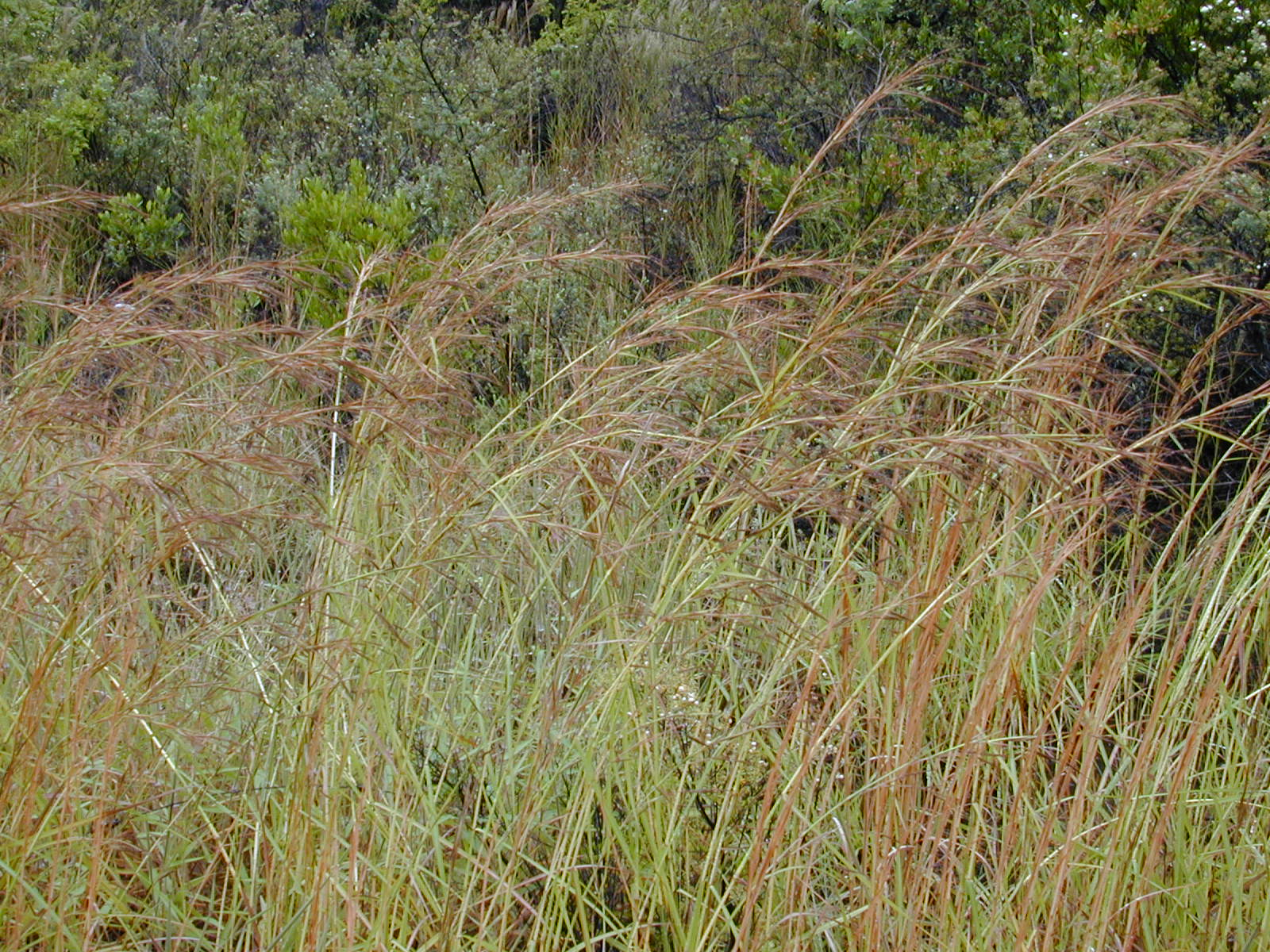
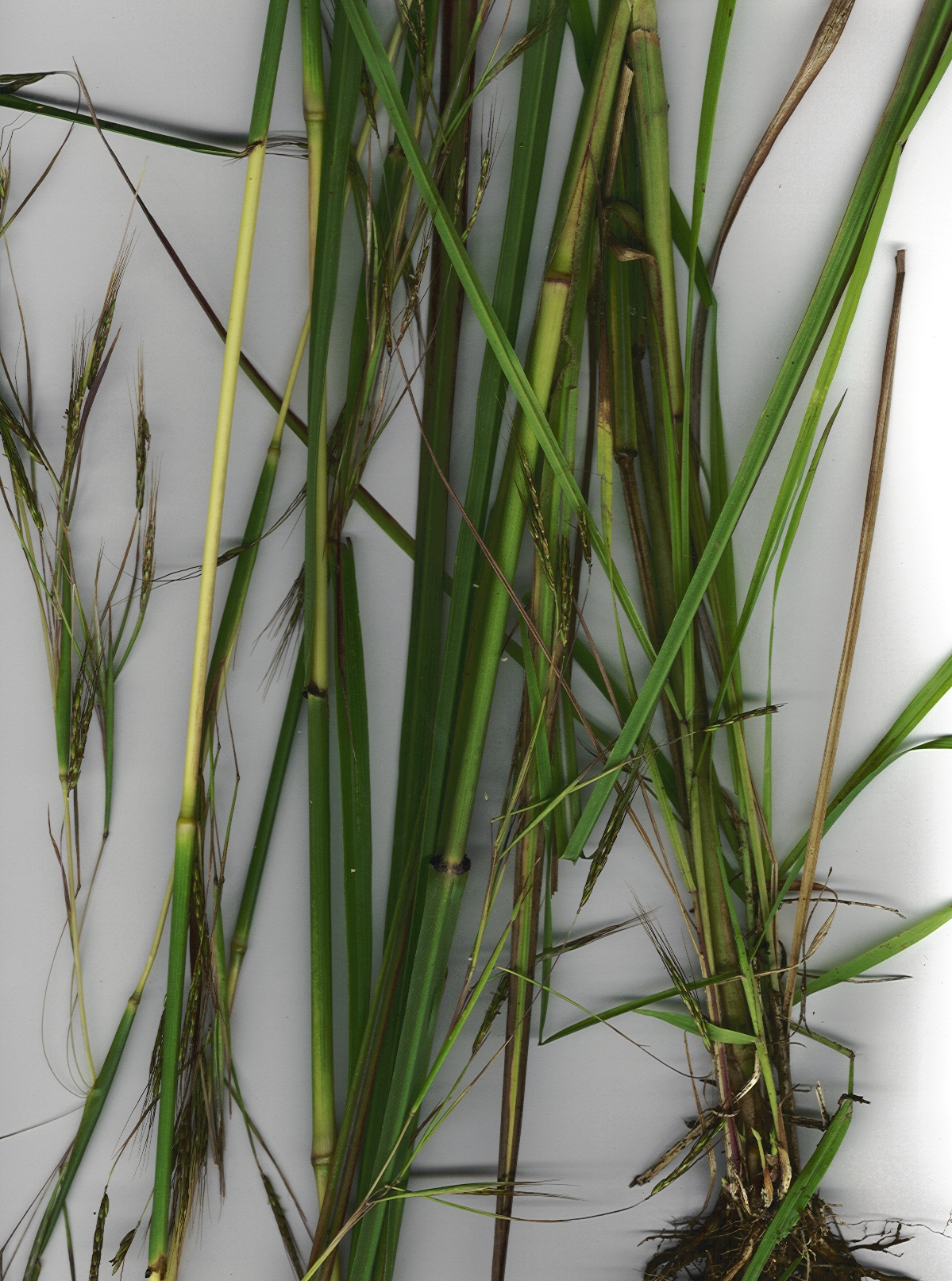
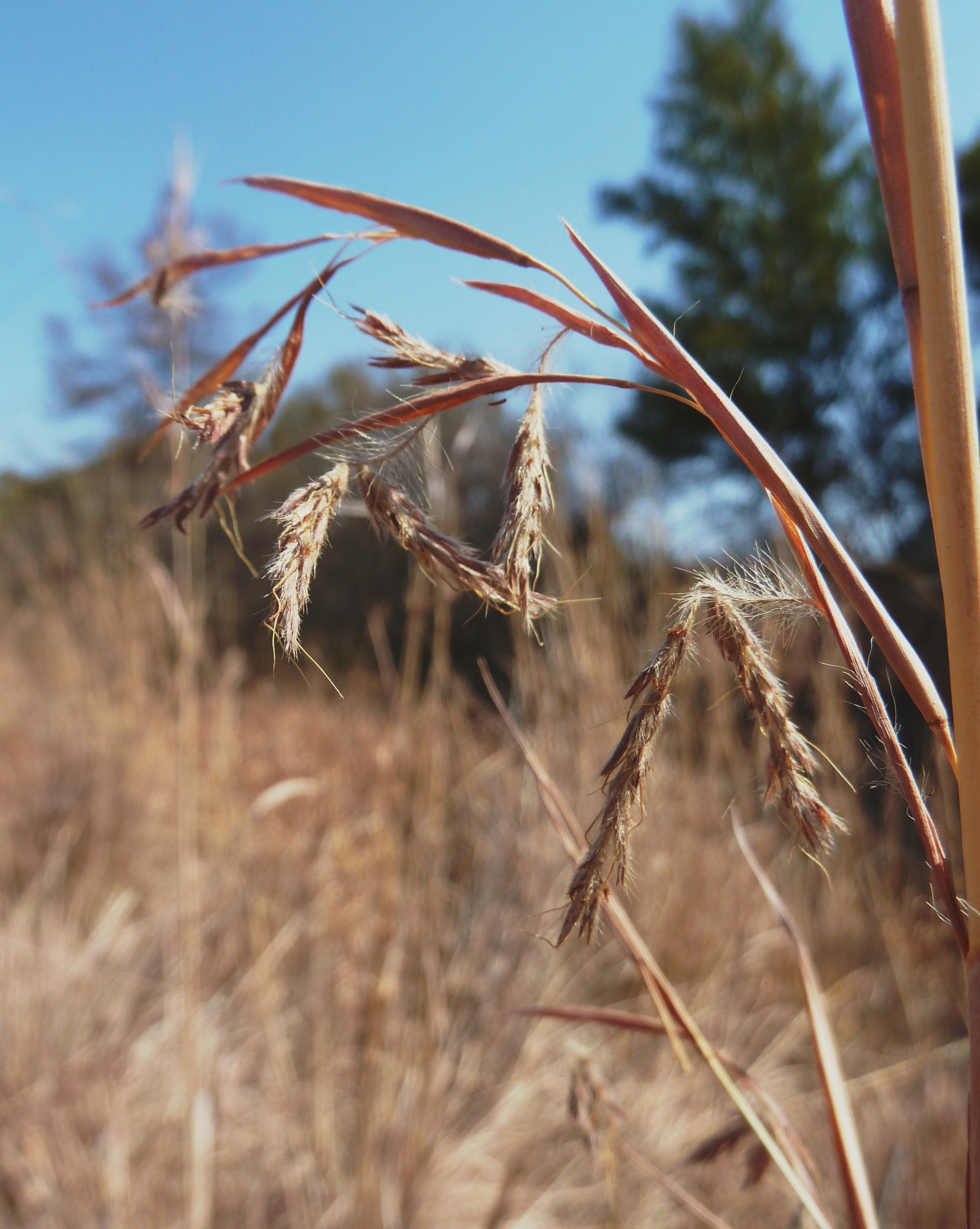
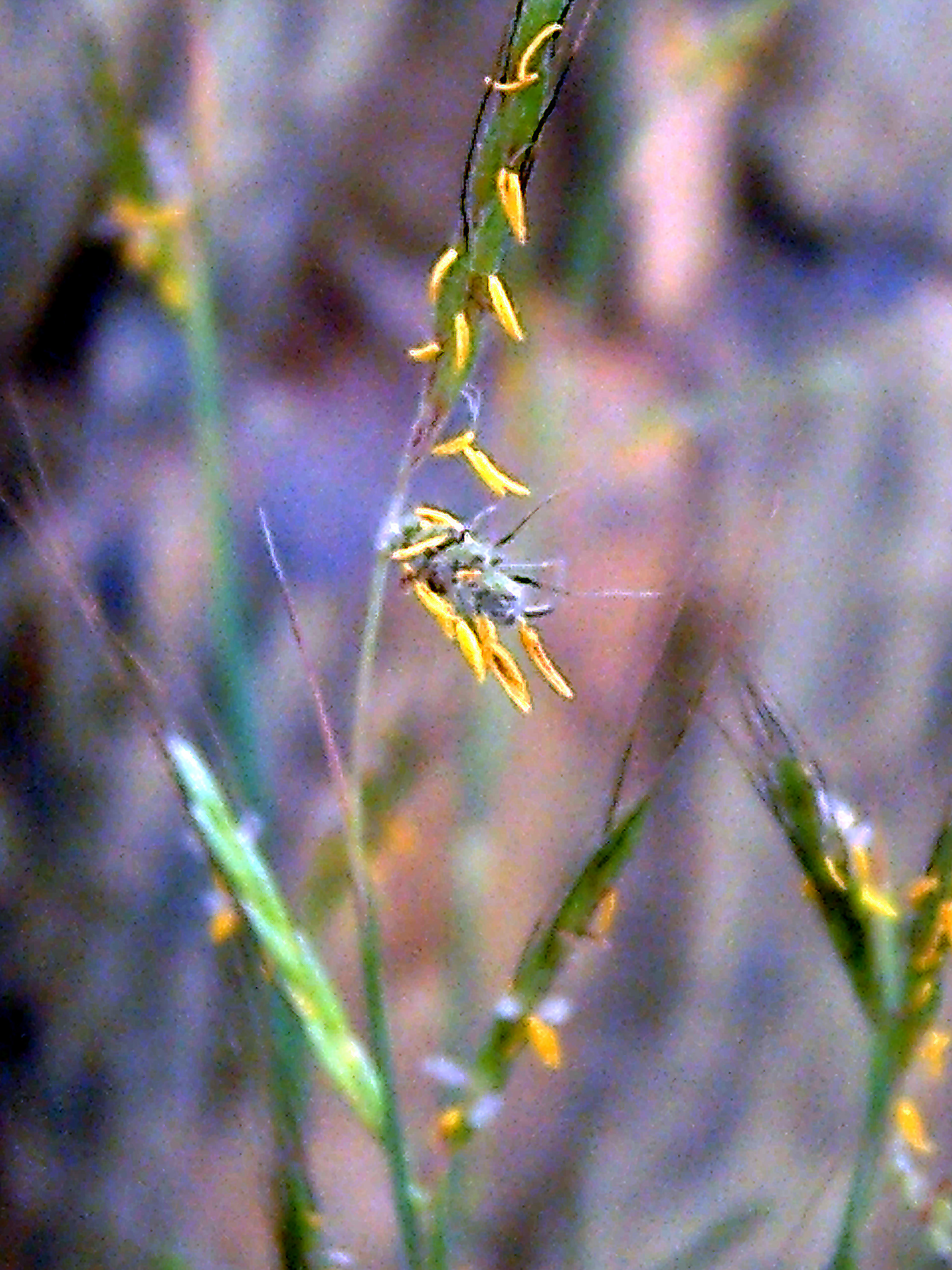

## Dottertaxa tillHyparrhenia, i alfabetisk ordning[1]
- Hyparrhenia anamesa
- Hyparrhenia andongensis
- Hyparrhenia anemopaegma
- Hyparrhenia anthistirioides
- Hyparrhenia arrhenobasis
- Hyparrhenia bagirmica
- Hyparrhenia barteri
- Hyparrhenia bracteata
- Hyparrhenia claytonii
- Hyparrhenia coleotricha
- Hyparrhenia collina
- Hyparrhenia confinis
- Hyparrhenia coriacea
- Hyparrhenia cyanescens
- Hyparrhenia cymbaria
- Hyparrhenia dichroa
- Hyparrhenia diplandra
- Hyparrhenia dregeana
- Hyparrhenia dybowskii
- Hyparrhenia exarmata
- Hyparrhenia familiaris
- Hyparrhenia figariana
- Hyparrhenia filipendula
- Hyparrhenia finitima
- Hyparrhenia formosa
- Hyparrhenia gazensis
- Hyparrhenia glabriuscula
- Hyparrhenia gossweileri
- Hyparrhenia griffithii
- Hyparrhenia hirta
- Hyparrhenia involucrata
- Hyparrhenia madaropoda
- Hyparrhenia mobukensis
- Hyparrhenia multiplex
- Hyparrhenia neglecta
- Hyparrhenia newtonii
- Hyparrhenia niariensis
- Hyparrhenia nyassae
- Hyparrhenia papillipes
- Hyparrhenia pilgeriana
- Hyparrhenia pilosa
- Hyparrhenia poecilotricha
- Hyparrhenia praetermissa
- Hyparrhenia quarrei
- Hyparrhenia rudis
- Hyparrhenia rufa
- Hyparrhenia schimperi
- Hyparrhenia smithiana
- Hyparrhenia subplumosa
- Hyparrhenia tamba
- Hyparrhenia tuberculata
- Hyparrhenia umbrosa
- Hyparrhenia variabilis
- Hyparrhenia welwitschii
- Hyparrhenia violascens
- Hyparrhenia wombaliensis